# Ned Finley
Pour les articles homonymes, voir Finley.
Ned Finley est un acteur et réalisateur américain né en Virginie le 10 juillet 1870, et mort à New York le 27 septembre 1920.

## Filmographie

### comme acteur
- 1912 : The Curio Hunters
- 1913 : 'Mid Kentucky Hills
- 1913 : A Heart of the Forest
- 1913 : The Strength of Men : Barry O'Geary
- 1913 : Brother Bill : Brother Bill
- 1913 : The Web : Lester Phillips
- 1913 : A Fighting Chance : Mr Wynn
- 1913 : Bunny and the Bunny Hug : l'ami de Winthrop
- 1913 : The Drop of Blood
- 1913 : Song Bird of the North
- 1913 : The Carpenter
- 1913 : O'Hara as a Guardian Angel
- 1913 : Hubby's Toothache
- 1913 : The Only Way : Bill
- 1913 : Dr. Crathern's Experiment : Dr Crathern
- 1913 : The Clown and the Prima Donna
- 1913 : Fortune's Turn
- 1913 : A Homespun Tragedy
- 1913 : The Leading Lady
- 1913 : The Cure
- 1913 : A Game of Cards
- 1914 : Local Color
- 1914 : Caught with the Goods de Nick Cogley
- 1914 : Children of the Feud de lui-même
- 1914 : Chanler Rao, Criminal Expert
- 1914 : Stage Struck
- 1914 : The Tattoo Mark
- 1914 : Goodness Gracious
- 1914 : Officer Kate
- 1914 : Steve O'Grady's Chance
- 1914 : The Reward of Thrift
- 1914 : The Moonshine Maid and the Man
- 1915 : Hearts and the Highway : General Feversham
- 1915 : Breaking In
- 1915 : O'Garry of the Royal Mounted : O'Garry
- 1915 : Lifting the Ban of Coventry
- 1915 : The Enemies
- 1915 : Closing of the Circuit
- 1915 : The Goddess : Gunsforf
- 1915 : The Girl Who Might Have Been
- 1915 : His Bunkie
- 1915 : From the Dregs
- 1915 : West Wind
- 1915 : A Man's Sacrifice : Yellow Jake
- 1915 : The Making Over of Geoffrey Manning : Foreman
- 1916 : When Hooligan and Dooligan Ran for Mayor
- 1916 : Britton of the Seventh : General George Custer
- 1916 : The Hunted Woman : Bill Quade
- 1916 : Myrtle the Manicurist
- 1916 : The Kid : Dunster
- 1916 : The Secret Kingdom
- 1917 : The White Raven : Miner
- 1917 : The Blue Streak : The Sheriff
- 1917 : The Little Terror : John Saunders
- 1917 : Soldiers of Chance : Billy's Partner
- 1917 : The Bottom of the Well de John S. Robertson : Captain Jake Starke
- 1918 : The Menace : Morgan
- 1918 : The Raiders of Sunset Gap
- 1918 : Buchanan's Wife : Kansas, a tramp

### comme réalisateur
- 1911 : The Leading Lady
- 1913 : 'Mid Kentucky Hills
- 1913 : A Homespun Tragedy
- 1913 : The Leading Lady
- 1913 : The Cure
- 1913 : A Game of Cards
- 1914 : Local Color
- 1914 : Caught with the Goods
- 1914 : Children of the Feud
- 1914 : Chanler Rao, Criminal Expert
- 1914 : Stage Struck
- 1914 : The Tattoo Mark
- 1914 : The Gang
- 1914 : Officer Kate
- 1914 : Second Sight
- 1914 : Steve O'Grady's Chance
- 1914 : The Reward of Thrift
- 1915 : O'Garry of the Royal Mounted
- 1918 : The Raiders of Sunset Gap